# Rodolfo Vilchis
Rodolfo Vilchis Cruz (Zitácuaro, Michoacán, México, 15 de septiembre de 1989) es un futbolista mexicano que juega como mediocampista ofensivo en el Atlético Morelia de la Liga de Expansión MX.

## Trayectoria
El "Pípila" es un jugador que se formó en Zitácuaro, en 2008 fue llamado a participar en Monarcas Morelia, aunque fueron escasas sus oportunidades en Primera. La mayor parte de su carrera, formado en el Ascenso. En 2013 fue clave para el campeonato de Neza. Luego fue trasladado a Delfines. En 2014, fue llamado a formar parte de Querétaro, regresando a Primera División el 10 de enero en la Jornada 2 ante Pumas. Anotando un gol de volea con el cual le dio el triunfo a su equipo. Después llegó al Atlas, y en 2015 fue fichado por los Leones Negros de la Universidad de Guadalajara. Volvió a Morelia para el año 2017, donde actualmente juega siendo relevo.
Después de dos años en su equipo donde debutó, fue fichado por el Club Correcaminos de la Liga de Ascenso MX.
Luego de seis meses en Correcaminos, para el Clausura 2020 fue fichado por el club Mineros de Zacatecas, permaneciendo únicamente en ese torneo. Para la temporada 2020-21 pasó formar parte del club Alebrijes de Oaxaca de la ahora llamada Liga de Expansión MX, abandonando el equipo al finalizar el año deportivo sin fichar por algún otro club.
Luego de cuatro años sin actividad en enero de 2025 se anunció la contratación de Vilchis por parte del Atlético Morelia, con el objetivo de permitirle tomar parte en algunos partidos del equipo y de esa forma brindarle un homenaje antes de su retirada oficial como futbolista.

### Clubes
| Club                       | País                | Año         | Partidos | Goles | Media |
| -------------------------- | ------------------- | ----------- | -------- | ----- | ----- |
| Potros Zitácuaro           | México              | 2007 - 2008 | 31       | 27    | 0.87  |
| Monarcas Morelia           | México              | 2009 - 2011 | 5        | 0     | 0     |
| Mérida FC (Cedido)         | México              | 2010        | 10       | 0     | 0     |
| Atlante UTN (Cedido)       | México              | 2011        | 3        | 0     | 0     |
| Potros UAEM (Cedido)       | México              | 2011        | 11       | 2     | 0.18  |
| CP Tecamachalco            | México              | 2012        | 16       | 3     | 0.19  |
| Neza FC                    | México              | 2012 - 2013 | 20       | 4     | 0.2   |
| Delfines del Carmen        | México              | 2013        | 20       | 0     | 0     |
| Querétaro FC               | México              | 2014        | 14       | 2     | 0.14  |
| Atlas FC                   | México              | 2014        | 4        | 0     | 0     |
| Universidad de Guadalajara | México              | 2015        | 17       | 1     | 0.06  |
| Atlas FC                   | México              | 2015        | 10       | 1     | 0.1   |
| Monarcas Morelia           | México              | 2016 - 2019 | 77       | 5     | 0.06  |
| Correcaminos               | México              | 2019        | 9        | 0     | 0     |
| Mineros de Zacatecas       | México              | 2020        | 8        | 3     | 0.38  |
| Alebrijes de Oaxaca        | México              | 2020-2021   | 18       | 2     | 0.11  |
| Atlético Morelia           | México              | 2025-       | 0        | 0     | 0     |
| Total en su carrera        | Total en su carrera | 2007 -      | 273      | 50    | 0.18  |